# Lee Loughnane
Lee Loughnane, född 21 oktober 1946 i Elmwood Park, Illinois, är en amerikansk musiker (trumpet). Han är känd som en av originalmedlemmarna i musikgruppen Chicago som han blev medlem i på 1960-talet tack vare sin vänskap med gitarristen Terry Kath. Loughnane har inte bidragit med lika mycket låtmaterial till gruppen som James Pankow eller Robert Lamm, men hans komposition "Call on Me" (på albumet Chicago VII) blev en USA-hit 1974. På samma album fick han även sjunga för första gången. Loughnane är fortsatt medlem i gruppen (2010).